# World Masters (Darts)
| World Masters       | World Masters                                                                                 |
| ------------------- | --------------------------------------------------------------------------------------------- |
| Sportart            | Darts                                                                                         |
| Organisator         | BDO (1974–2019) WDF (2022, seit 2024)                                                         |
| Turnierart          | Ranglistenturnier                                                                             |
| Austragungsort      | wechselnd                                                                                     |
| Austragungszeitraum | wechselnd                                                                                     |
| Rekordsieger        | Eric Bristow (5×) (Männer) Trina Gulliver (5×) (Frauen)                                       |
| letzte Sieger       | Wesley Plaisier (Männer) Beau Greaves (Frauen) Lex Paeshuyse (Jungen) Paige Pauling (Mädchen) |
| Letzte Austragung   | WDF World Masters 2024                                                                        |
| Nächste Austragung  | WDF World Masters 2025                                                                        |

Das World Masters ist ein seit 1974 ausgetragenes Major-Turnier im Dartsport und somit verbandsübergreifend das älteste noch ausgetragene Major-Turnier. Bis 2019 wurde das Turnier von der British Darts Organisation ausgetragen. Nachdem die BDO jedoch 2020 insolvent gegangen war, verkündete die World Darts Federation am 18. Dezember 2020, dass sie das Turnier ab 2022 in Kooperation mit dem Nederlandse Darts Bond übernehmen werde.
Seit 2025 wird ein gleichnamiges Turnier mit dem traditionellen Spielmodus der BDO von der Professional Darts Corporation ausgetragen und ersetzt ihr bis 2024 ausgetragenes Masters. Im gleichen Jahr verkündete die WDF, ihr World Masters als Teil eines World Darts Festivals auszutragen, bei dem über eine Woche hinweg mehrere Turniertitel ausgespielt werden.
Rekordsieger sind der Engländer Eric Bristow und die Engländerin Trina Gulliver mit jeweils fünf Siegen.

## Austragungsorte
- 1974–1976: West Centre Hotel, Fulham, London
- 1977–1981: Wembley Conference Centre, Wembley, London
- 1982–1989: Rainbow Suite, Kensington, London
- 1990–1991: Ramada Inn., Lillie Road, West London
- 1992–1995: Earls Court, London
- 1996–1997: Paragon Hotel, Lillie Road, London
- 1998–2001: Lakeside Country Club, Frimley Green
- 2002–2005: Bridlington Spa Royal Hall, Bridlington
- 2006–2007: Leisure World, Bridlington
- 2008–2009: Bridlington Spa Royal Hall, Bridlington
- 2010: Hull City Hall, Kingston upon Hull
- 2011: Hull Arena, Kingston upon Hull
- 2012: Costello Stadium und Hull City Hall, Kingston upon Hull
- 2013–2014: Bonus Arena und Hull City Hall, Kingston upon Hull
- 2015: Hull City Hall, Kingston upon Hull
- 2016: Lakeside Country Club, Frimley Green
- 2017–2018: Bridlington Spa, Bridlington
- 2019: Circus Tavern, Purfleet
- 2022: De Bonte Wever, Assen
- seit 2024: BOK Gerevich Aladár Nemzeti Sportcsarnok, Budapest

## Ergebnisse

### Herren
| Jahr | Sieger                | Ergebnis          | Finalist              |
| ---- | --------------------- | ----------------- | --------------------- |
| 1974 | Cliff Inglis          | 3:2               | Harry Heenan          |
| 1975 | Alan Evans            | 3:1               | David Rocky Jones     |
| 1976 | John Lowe             | 3:0               | Phil Obbard           |
| 1977 | Eric Bristow          | 3:1               | Paul Reynolds         |
| 1978 | Ronnie Davis          | 2:1               | Tony Brown            |
| 1979 | Eric Bristow          | 2:0               | Allan Hogg            |
| 1980 | John Lowe             | 2:0               | Rab Smith             |
| 1981 | Eric Bristow          | 2:1               | John Lowe             |
| 1982 | Dave Whitcombe        | 2:1               | Jocky Wilson          |
| 1983 | Eric Bristow          | 2:1               | Mike Gregory          |
| 1984 | Eric Bristow          | 3:2               | Keith Deller          |
| 1985 | Dave Whitcombe        | 3:0               | Ray Farrell           |
| 1986 | Bob Anderson          | 3:2               | Bob Sinnaeve          |
| 1987 | Bob Anderson          | 3:1               | John Lowe             |
| 1988 | Bob Anderson          | 3:2               | John Lowe             |
| 1989 | Peter Evison          | 3:2               | Eric Bristow          |
| 1990 | Phil Taylor           | 3:2               | Jocky Wilson          |
| 1991 | Rod Harrington        | 3:2               | Phil Taylor           |
| 1992 | Dennis Priestley      | 3:2               | Mike Gregory          |
| 1993 | Steve Beaton          | 3:1               | Les Wallace           |
| 1994 | Richie Burnett        | 3:2               | Steve Beaton          |
| 1995 | Erik Clarys           | 3:0               | Richie Burnett        |
| 1996 | Colin Monk            | 3:2               | Richie Burnett        |
| 1997 | Graham Hunt           | 3:2               | Ronnie Baxter         |
| 1998 | Les Wallace           | 3:2               | Alan Warriner-Little  |
| 1999 | Andy Fordham          | 3:1               | Wayne Jones           |
| 2000 | John Walton           | 3:2               | Mervyn King           |
| 2001 | Raymond van Barneveld | 4:2               | Jarkko Komula         |
| 2002 | Mark Dudbridge        | 7:4               | Tony West             |
| 2003 | Tony West             | 7:6               | Raymond van Barneveld |
| 2004 | Mervyn King           | 7:6               | Tony O’Shea           |
| 2005 | Raymond van Barneveld | 7:3               | Göran Klemme          |
| 2006 | Michael van Gerwen    | 7:5               | Martin Adams          |
| 2007 | Robert Thornton       | 7:5               | Darryl Fitton         |
| 2008 | Martin Adams          | 7:6               | Scott Waites          |
| 2009 | Martin Adams          | 7:6               | Robbie Green          |
| 2010 | Martin Adams          | 7:3               | Stuart Kellett        |
| 2011 | Scott Waites          | 7:2               | Dean Winstanley       |
| 2012 | Stephen Bunting       | 7:4               | Tony O’Shea           |
| 2013 | Stephen Bunting       | 7:0               | James Wilson          |
| 2014 | Martin Philips        | 7:3               | Jamie Hughes          |
| 2015 | Glen Durrant          | 7:3               | Larry Butler          |
| 2016 | Glen Durrant          | 6:3               | Mark McGeeney         |
| 2017 | Krzysztof Ratajski    | 6:1               | Mark McGeeney         |
| 2018 | Adam Smith-Neale      | 6:4               | Glen Durrant          |
| 2019 | John O’Shea           | 6:4               | Scott Waites          |
| 2020 | Abgesagt              | Abgesagt          | Abgesagt              |
| 2021 | Abgesagt              | Abgesagt          | Abgesagt              |
| 2022 | Wesley Plaisier       | 7:2 (legs)        | Barry Copeland        |
| 2023 | nicht ausgetragen     | nicht ausgetragen | nicht ausgetragen     |
| 2024 | Wesley Plaisier       | 7:3 (legs)        | Kai Gotthardt         |
| 2025 |                       | : (legs)          |                       |

### Damen
| Jahr | Sieger                   | Ergebnis          | Finalist                 |
| ---- | ------------------------ | ----------------- | ------------------------ |
| 1982 | Ann Marie Davies         | 3:0               | Maureen Flowers          |
| 1983 | Sonja Ralphs             | 3:1               | Lil Coombes              |
| 1984 | Kathy Wones              | 3:0               | Sandy Earnshaw           |
| 1985 | Lilian Barnett           | 3:1               | Sonja Ralphs             |
| 1986 | Kathy Wones              | 3:1               | Jayne Kempster           |
| 1987 | Ann Thomas               | 3:2               | Cathie McCulloch         |
| 1988 | Mandy Solomonds          | 3:1               | Maureen Flowers          |
| 1989 | Mandy Solomonds          | 3:1               | Sharon Colclough         |
| 1990 | Rhian Speed              | 3:1               | Deta Hedman              |
| 1991 | Sandy Reitan             | 3:0               | Hege Lokken              |
| 1992 | Leeanne Maddock          | 3:2               | Sandra Greatbatch        |
| 1993 | Mandy Solomonds          | 3:1               | Kathy Maloney            |
| 1994 | Deta Hedman              | 3:0               | Mandy Solomonds          |
| 1995 | Sharon Colclough         | 3:1               | Stacy Bromberg           |
| 1996 | Sharon Douglas           | 3:1               | Heike Ernst              |
| 1997 | Mandy Solomonds          | 3:1               | Sandra Greatbatch        |
| 1998 | Karen Lawman             | 3:2               | Trina Gulliver           |
| 1999 | Francis Hoenselaar       | 3:1               | Trina Gulliver           |
| 2000 | Trina Gulliver           | 3:1               | Francis Hoenselaar       |
| 2001 | Anne Kirk                | 4:0               | Marylin Popp             |
| 2002 | Trina Gulliver           | 4:1               | Karen Lawman             |
| 2003 | Trina Gulliver           | 4:3               | Crissy Manley            |
| 2004 | Trina Gulliver           | 4:1               | Francis Hoenselaar       |
| 2005 | Trina Gulliver           | 4:1               | Francis Hoenselaar       |
| 2006 | Francis Hoenselaar       | 4:3               | Karin Krappen            |
| 2007 | Karin Krappen            | 4:3               | Karen Lawman             |
| 2008 | Francis Hoenselaar       | 4:3               | Anastassija Dobromyslowa |
| 2009 | Linda Ithurralde         | 4:3               | Trina Gulliver           |
| 2010 | Julie Gore               | 4:1               | Francis Hoenselaar       |
| 2011 | Lisa Ashton              | 4:1               | Trina Gulliver           |
| 2012 | Julie Gore               | 4:1               | Deta Hedman              |
| 2013 | Deta Hedman              | 4:1               | Rachel Brooks            |
| 2014 | Anastassija Dobromyslowa | 4:1               | Fallon Sherrock          |
| 2015 | Aileen de Graaf          | 5:4               | Lisa Ashton              |
| 2016 | Trina Gulliver           | 5:2               | Deta Hedman              |
| 2017 | Lorraine Winstanley      | 5:2               | Corrine Hammond          |
| 2018 | Lisa Ashton              | 5:2               | Casey Gallagher          |
| 2019 | Lisa Ashton              | 5:4               | Anastassija Dobromyslowa |
| 2020 | Abgesagt                 | Abgesagt          | Abgesagt                 |
| 2021 | Abgesagt                 | Abgesagt          | Abgesagt                 |
| 2022 | Beau Greaves             | 6:0               | Almudena Fajardo         |
| 2023 | nicht ausgetragen        | nicht ausgetragen | nicht ausgetragen        |
| 2024 | Beau Greaves             | 6:0               | Rhian O’Sullivan         |
| 2025 |                          | : (legs)          |                          |

### Jugend
| Jahr | Jungen               | Mädchen                  |
| ---- | -------------------- | ------------------------ |
| 1986 | Harith Lim           | nicht ausgetragen        |
| 1987 | Sean Bell            | nicht ausgetragen        |
| 1988 | Sean Dowling         | nicht ausgetragen        |
| 1989 | Dennis Beisser       | nicht ausgetragen        |
| 1990 | Craig Clancy         | nicht ausgetragen        |
| 1991 | Michael Barnard      | nicht ausgetragen        |
| 1992 | Leeanne Maddock      | nicht ausgetragen        |
| 1993 | Jamie Caven          | nicht ausgetragen        |
| 1994 | Steven de Brucker    | nicht ausgetragen        |
| 1995 | Martin Whatmough     | nicht ausgetragen        |
| 1996 | Carsten Hoffmann     | nicht ausgetragen        |
| 1997 | Aaron Turner         | nicht ausgetragen        |
| 1998 | Paul Higgins         | nicht ausgetragen        |
| 1999 | Martin Brown         | Janine Gough             |
| 2000 | Danny Ballard        | Janine Gough             |
| 2001 | Stephen Bunting      | Anastassija Dobromyslowa |
| 2002 | Shaun McDonald       | Lynsey McDonald          |
| 2003 | Kirk Shepherd        | Stevie Riggs             |
| 2004 | Oskar Lukusiak       | Irene Adrianowa          |
| 2005 | Johnny Nijs          | Laura Tye                |
| 2006 | Maarten Pape         | Kimberley Lewis          |
| 2007 | Shaun Griffiths      | Kimberley Lewis          |
| 2008 | Shaun Griffiths      | Linda Oden               |
| 2009 | Jamie Lewis          | Zoe Jones                |
| 2010 | Reece Robinson       | Zoe Jones                |
| 2011 | Jimmy Hendriks       | Emily Davidson           |
| 2012 | Jeffrey de Zwaan     | Fallon Sherrock          |
| 2013 | Shaun Lovett         | Casey Gallagher          |
| 2014 | Colin Roelofs        | Robyn Byrne              |
| 2015 | Justin van Tergouw   | Danielle Ashton          |
| 2016 | Justin van Tergouw   | Veronica Koroleva        |
| 2017 | Nico Blum            | Beau Greaves             |
| 2018 | Jurjen van der Velde | Beau Greaves             |
| 2019 | Keane Barry          | Katie Sheldon            |
| 2020 | Abgesagt             | Abgesagt                 |
| 2021 | Abgesagt             | Abgesagt                 |
| 2022 | Luke Littler         | Paige Pauling            |
| 2023 | nicht ausgetragen    | nicht ausgetragen        |
| 2024 | Lex Paeshuyse        | Paige Pauling            |
| 2025 |                      |                          |